# فلاديمير غرانات
فلاديمير فاسيلييفيتش غرانات (بالروسية: Владимир Васильевич Гранат) (مواليد 22 مايو 1987 في أولان-أودي، الاتحاد السوفييتي) لاعب كرة قدم روسي يجيد اللعب في مركز قلب الدفاع والظهير الأيسر ويلعب حالياً في نادي دينامو موسكو الروسي منذ 2005.

## روابط خارجية
- فلاديمير غرانات على موقع الاتحاد الدولي (مؤرشف)  (الإنجليزية)
- فلاديمير غرانات على موقع الاتحاد الأوربي (الإنجليزية)
- فلاديمير غرانات على موقع قاعدة بيانات كرة القدم.إي يو (الإنجليزية)
- فلاديمير غرانات على موقع ناشيونال فوتبول تيمز (الإنجليزية)
- فلاديمير غرانات على موقع Soccerway.com (الإنجليزية)
- فلاديمير غرانات على موقع عالم كرة القدم.نت (الإنجليزية)
- فلاديمير غرانات على موقع AS.com (الإسبانية)